# Kraantje Lek

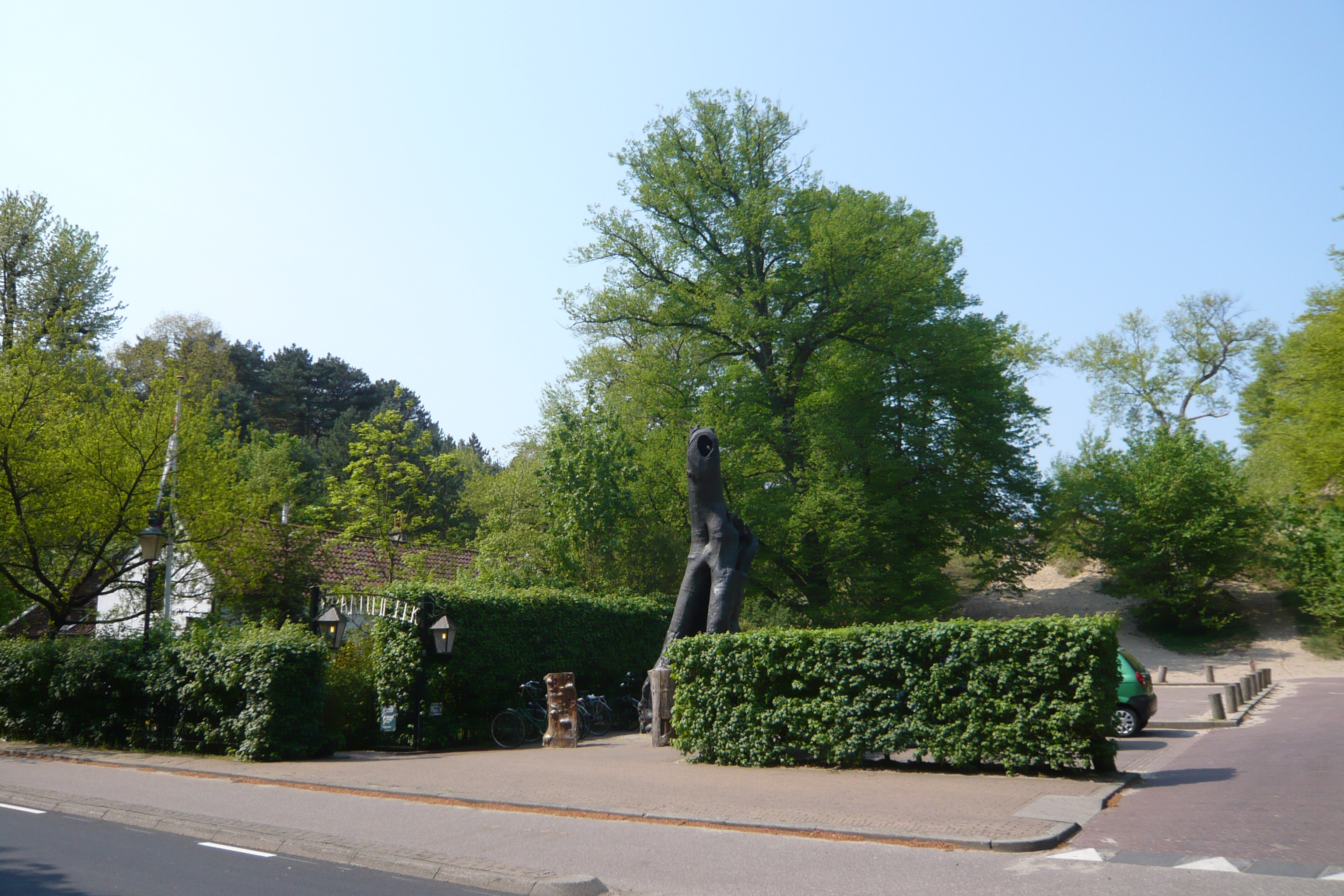
Vista de Kraantje Lek (izquierda), el "Holle boom" (centro) y el "Blinkert" (derecha) en 2011.

Kraantje Lek es un restaurante de tortitas y antigua posada en Overveen, Países Bajos, en Duinlustweg.
Originalmente construida en 1542 como herberg Rockaers, o "posada de Rockaers", ya que Rockaers era el nombre anterior del pueblo de Overveen. Estaba estratégicamente localizada en la base de una duna conocida como "Blinkert", a menudo utilizada modernamente por equipos de deportes en el área para entrenar. El Visserspad o "camino de los pescadores" pasa por el lado norte. La ubicación era utilizada como lugar de parada de los vendedores de pescado en su camino a y desde Zandvoort al mercado de pescado en Grote Markt, Haarlem. Posteriormente el establecimiento se convirtió en un restaurante de tortitas con un patio favorito de las familias y así aparece en las historias de Haarlem del escritor Nicolas Beets (1814-1903) en su obra Camera Obscura. Muchos niños jugaban en el Holle boom, o "árbol hueco", localizado en su exterior y hoy conmemorado con una réplica en bronce.
Según la leyenda local, Frans Hals pintó a sus pescadores aquí y Yonker Ramp y su enamorada lo pintó en su interior en 1623. La pintura, ahora en la colección del Museo Metropolitano de Arte, fue prestada al Museo Frans Hals para la exposición sobre el pintor con que celebró su jubileo en 1937.

En 1805 el banquero de Ámsterdam Willem Borski y su esposa Johanna Borski compraron Kraantje Lek por 65,000 florines a Jacob Boreel, como parte de la finca de Elswout, junto con el Blinkert y la gran área de dunas que limita con Visserspad conocida como "Zwarte veld", que se utilizaba como coto de caza.

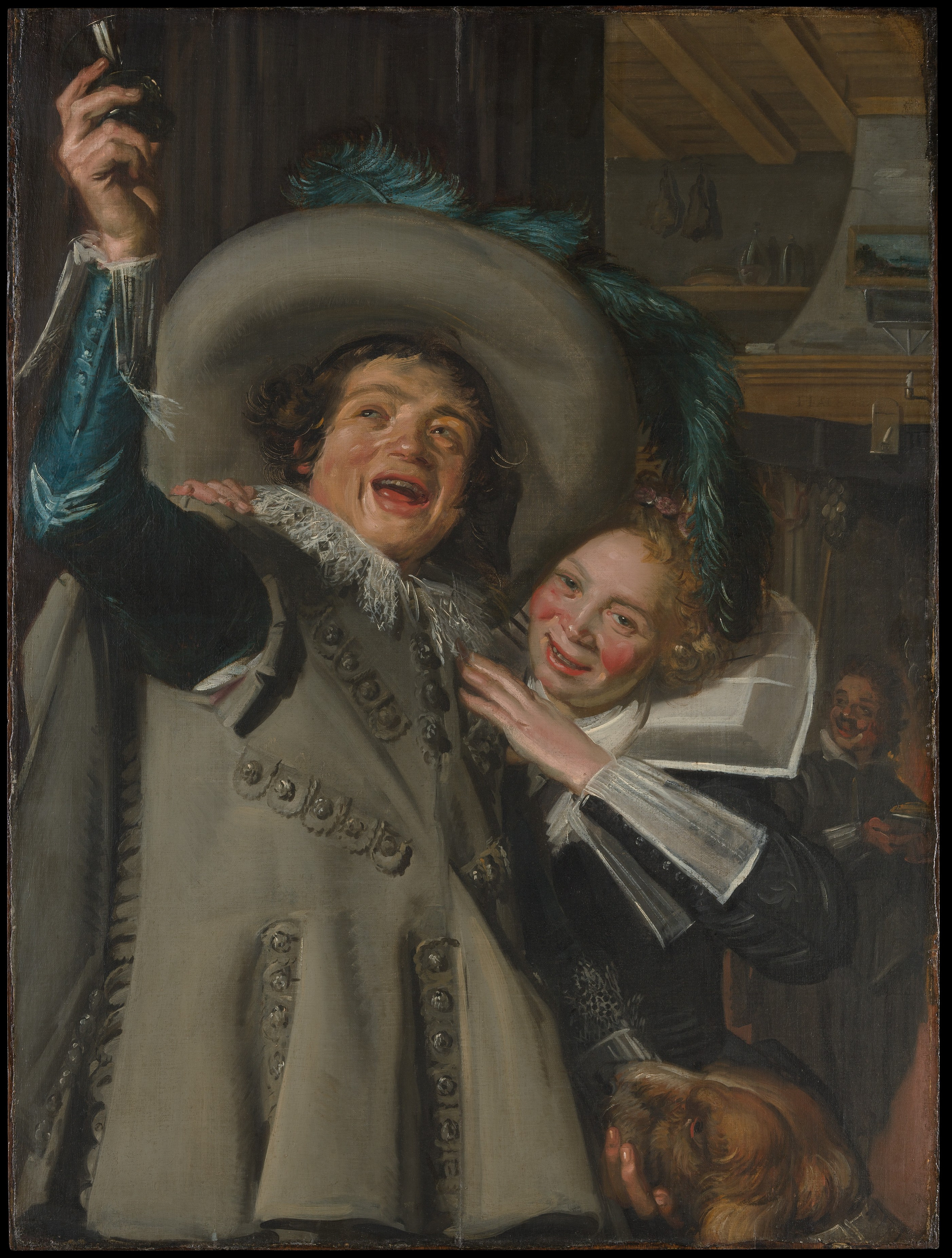
Yonker Ramp y su enamorada de Frans Hals, 1623. La ubicación se determinó basándose en la grieta por encima de la chimenea (derecha).
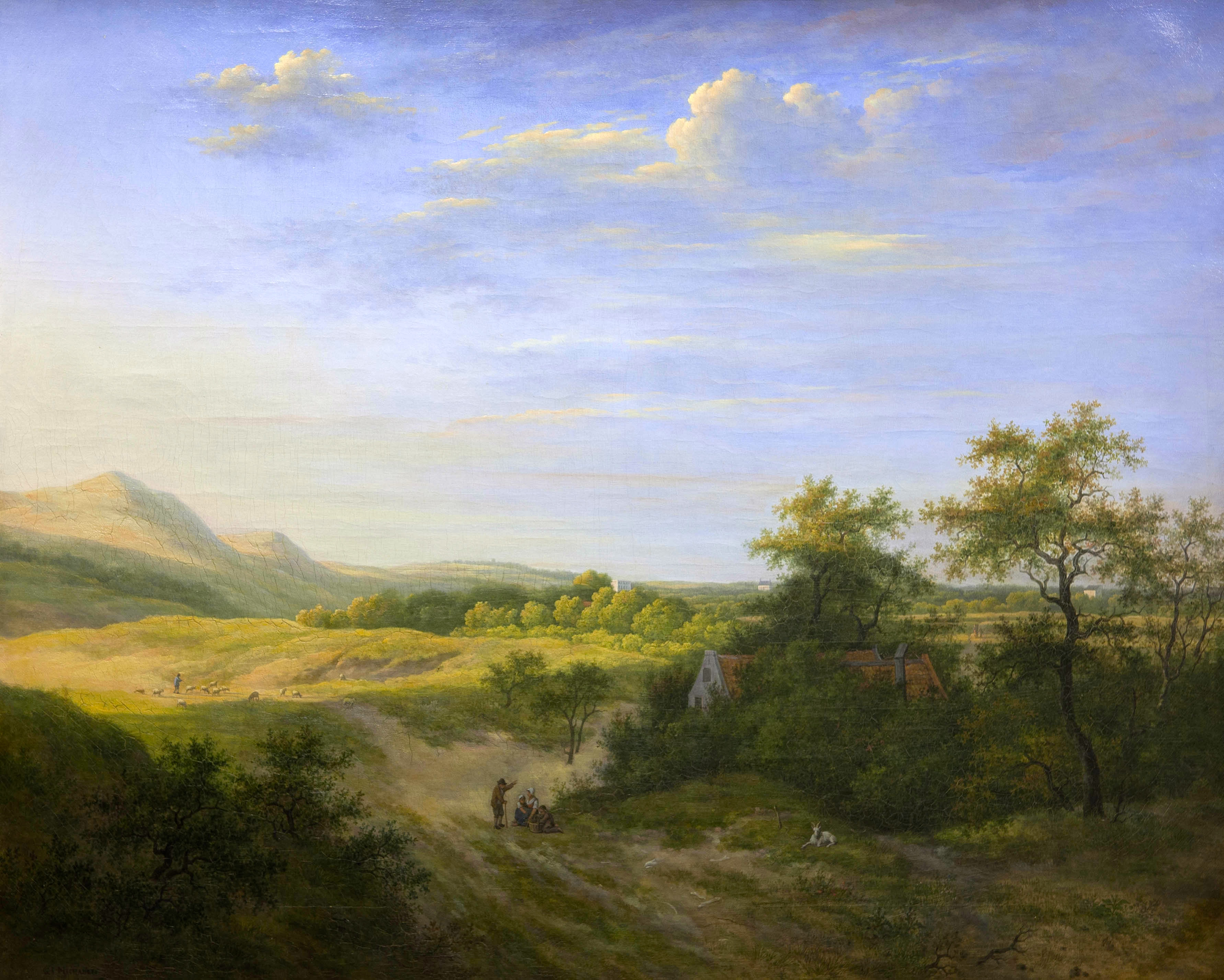
Pintura de Gerrit Jan Michaëlis, Kraantje Lek en 1824.
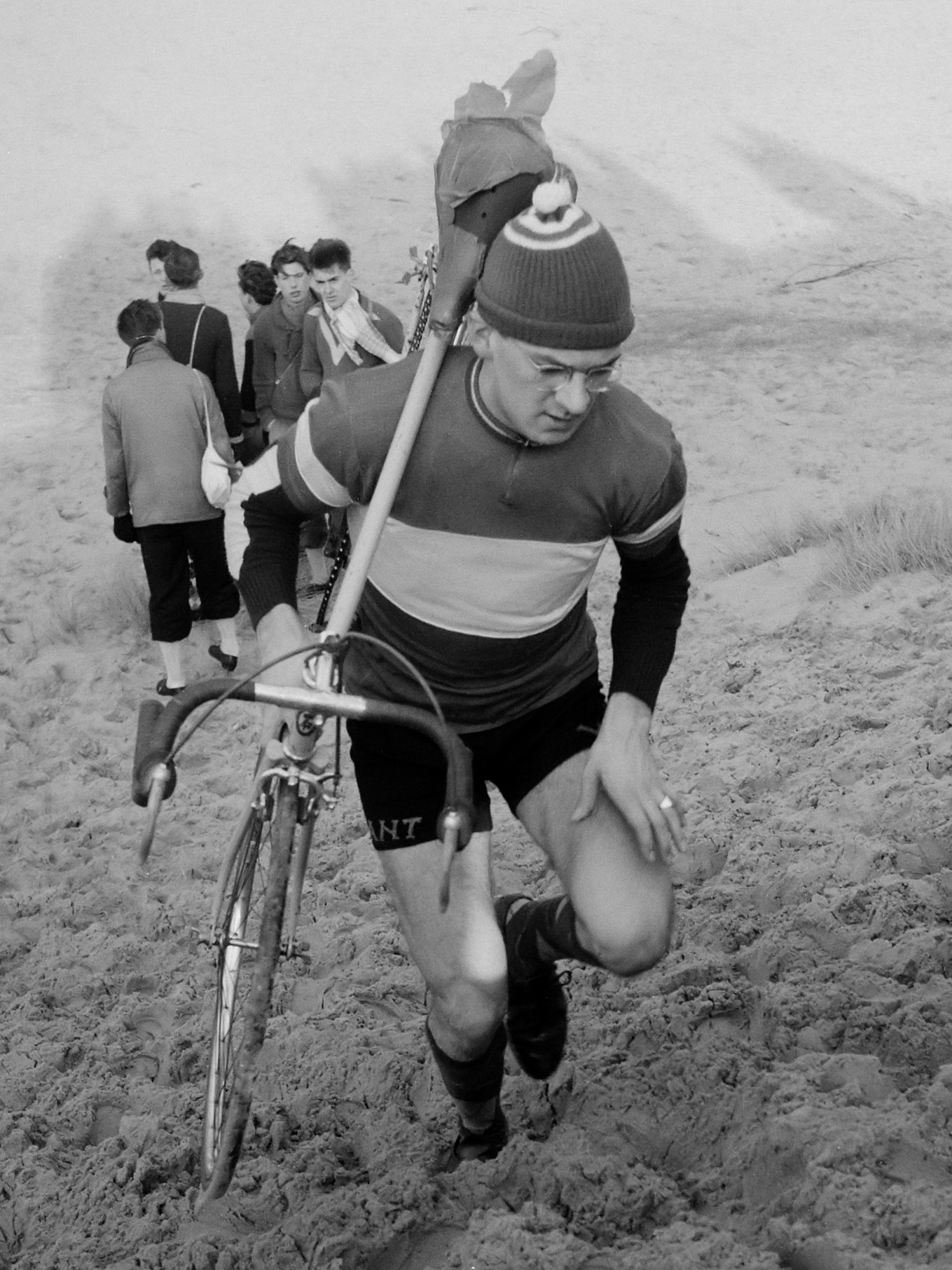
Carrera ciclista en 1954 en el Blinkert.
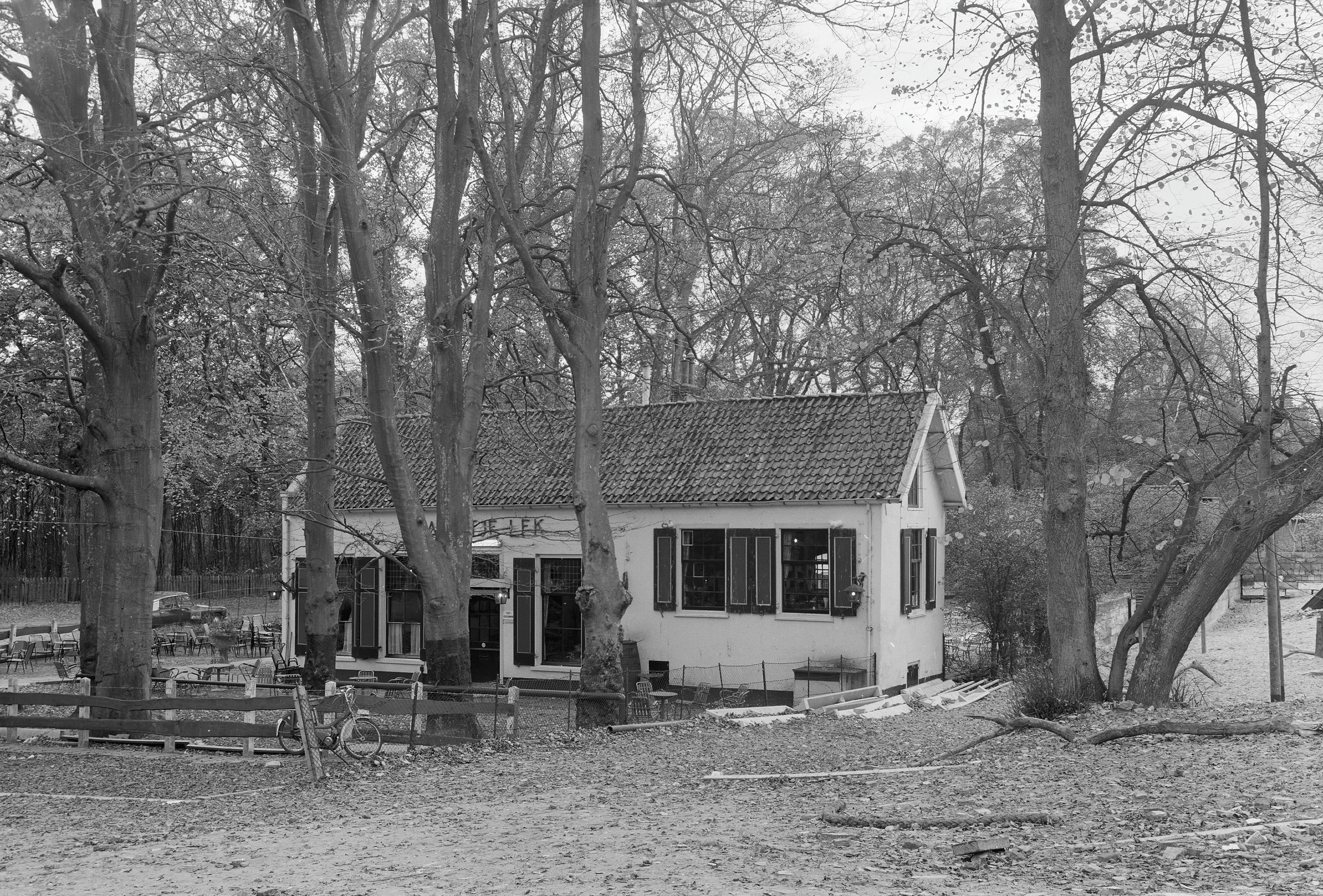
Kraantje Lek en 1968.